# Río Jenita
Le río Jenita est un cours d'eau de l'Amazonie vénézuélienne et sous-affluent de l'Orénoque. Situé dans l'État d'Amazonas, il se jette en rive gauche du río Ocamo à proximité de la localité de Shitari, seule localité importante qu'il traverse. Il est peuplé principalement par l'ethnie indienne Yanomami.